# Too cheap to meter
Too cheap to meter (pol. zbyt tania, by mierzyć zużycie) – fraza, która obrazowała pierwotne nadzieje względem potencjału energetyki jądrowej. Zgodnie z tym założeniem, energia wytworzona przez elektrownie jądrowe miałaby być tak tania, że nawet nie opłacałoby się instalować u odbiorców urządzeń pomiarowych (obowiązywałaby opłata abonamentowa niezależna od zużycia).
Spopularyzowanie frazy zawdzięczamy Lewisowi Straussowi, przewodniczącemu Komisji Energii Atomowej, który w przemówieniu wygłoszonym 16 września 1954 roku stwierdził: Nasze dzieci będą się cieszyć domową energią elektryczną zbyt tanią, by ją mierzyć („Our children will enjoy in their homes electrical energy too cheap to meter...”). Według innych źródeł, frazę wypowiedział wcześniej pionier energetyki jądrowej Walter Marshall.
Energetyka jądrowa zawiodła tymczasem pokładane w niej nadzieje, chociaż produkcja energii w elektrowniach jądrowych jest trochę tańsza w porównaniu z elektrowniami węglowymi. Należy zaznaczyć, że koszt paliwa (uranu) stanowi niewielki procent kosztów funkcjonowania elektrowni jądrowej, w związku z czym nawet, gdyby uran był darmowy, to ceny energii wytwarzanej tą drogą nie uległyby drastycznemu obniżeniu.